# 永兴军路
永兴军路，中国北宋时设置的路。

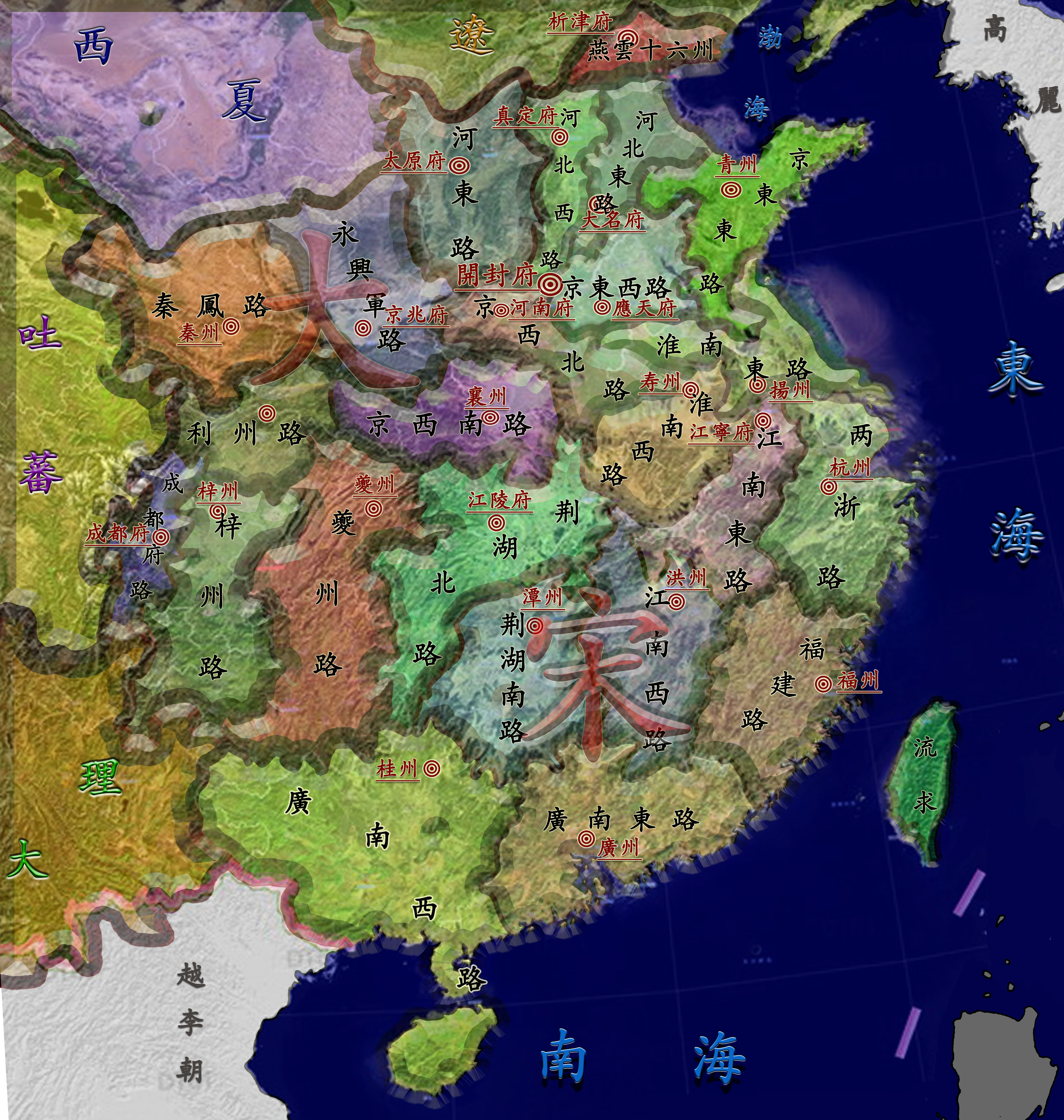
北宋 分路图

熙宁五年（1072年），析陕西路东部置，治所在京兆府（今陕西省西安市）。辖境约当今甘肃省环县、庆阳市、宁县和陕西省长武县、武功县、户县等市县以东，陕西省米脂县、吴旗县等县以南，镇安县、山阳县、商南县等县以北，山西省闻喜县、河津市以西南，河南省三门峡市以西地区。元丰元年（1078年），与秦凤路合并为陕西路，八年复分陕西路置。金朝皇统二年（1142年），改置京兆府路。